# Klaus Littmann

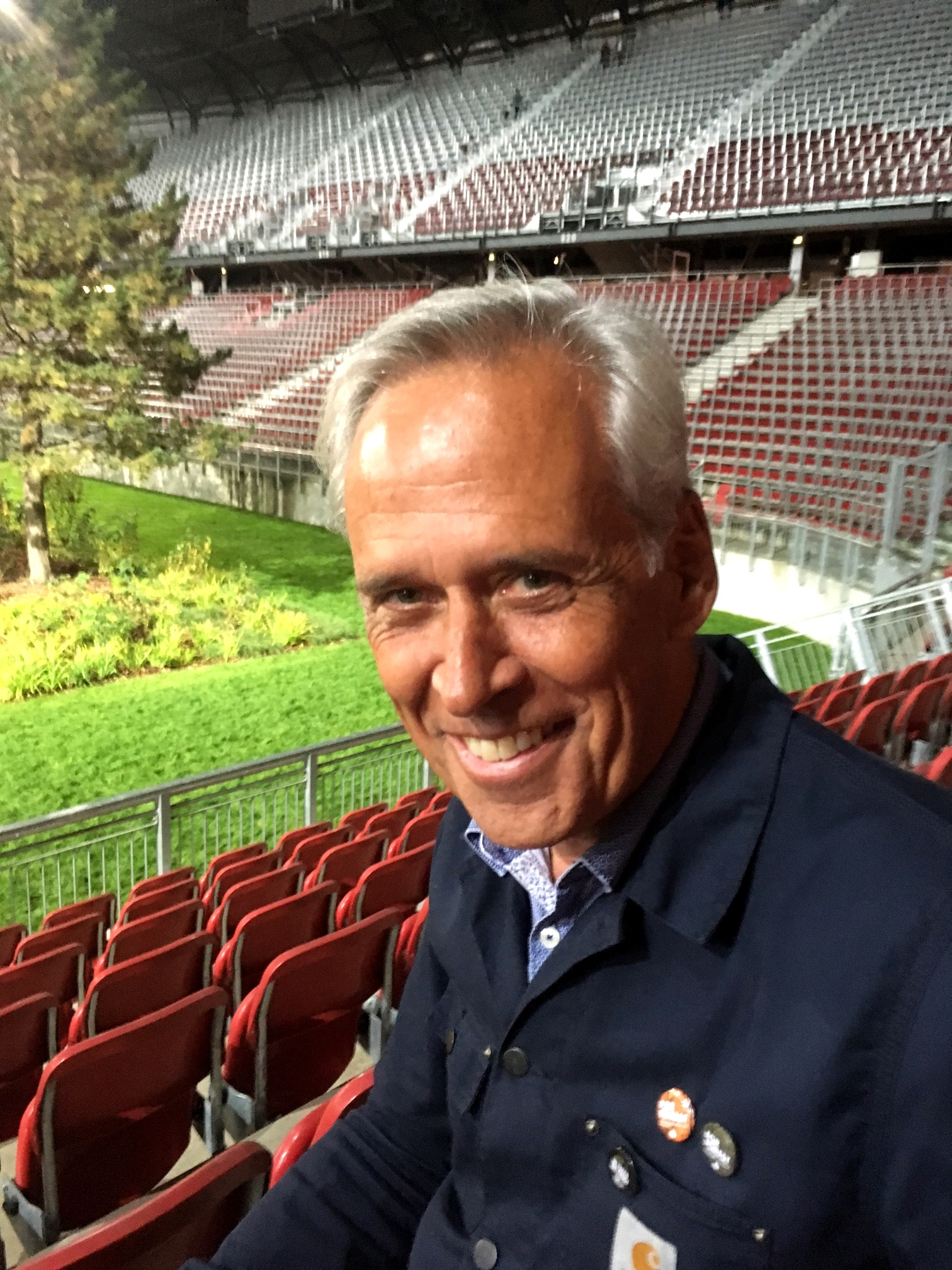
Klaus Littmann (For Forest, 2019)

Klaus Littmann (* 1951 in Lörrach) ist ein Schweizer Künstler, Kurator, Produzent, Initiator von Kunstinterventionen und Kunstvermittler.

## Leben
Klaus Littmann lebt und arbeitet in Basel. Nach dem Abitur und einem Aufenthalt in Israel studierte er von 1970 bis 1976 an der Düsseldorfer Kunstakademie, u. a. bei Joseph Beuys und etablierte sich als Createur sowie freiberuflicher Vermittler für zeitgenössische Kunst. Dabei hat er sich zuerst als Initiant und Organisator von Einzel- und Gruppenausstellungen einen Namen gemacht und sich später auf die Planung und Realisierung von themenkonzentrierten Kunstausstellungen sowie künstlerischen Interventionen im öffentlichen Raum konzentriert. Jedem seiner komplexen und einzigartigen Projekte liegt auch eine dichotische Spannung zugrunde, die die Beschäftigung des Künstlers mit der Alltagskultur und die Konfrontation zwischen zeitgenössischer Kunst und urbanen Räumen hervorhebt. Das während über 25 Jahren aufgebaute Beziehungsnetz von Klaus Littmann zu international bekannten Künstlern sowie sein Gespür für bislang unbekannte kreative Talente, bilden die Basis seiner Vermittlungsarbeit und sind der entscheidende Qualitätsfaktor in jedem seiner Projekte.
Die von Klaus Littmann realisierten über 80 Kunstprojekte im In- und Ausland sind in Katalog- und Buchform dokumentiert. Zu den international renommierten Künstlern, mit denen Littmann zusammengearbeitet hat, gehören unter anderem: Christo und Jeanne-Claude, Tony Cragg, Guillaume Bijl, César, Jean Tinguely, Dieter Roth, Leon Golub, Keith Haring, Michel Blazy, Job Koelewijn, Daniel Buren, Peter Kogler, Katharina Sieverding, Niki de Saint Phalle, Subodh Gupta, Daniel Spoerri.
Sein bislang größtes Projekt war das Kunstprojekt For Forest (2019), bei dem im Klagenfurter Wörthersee Stadion vorübergehend 299 Bäume gepflanzt wurden.
Waren es in Klagenfurt 299 Bäume, die ein Fussballstadion füllten, so konzentrierte sich in Basel alles auf einen einzigen Baum. Die begehbare Kunstintervention "Arena für einen Baum" war in Basel vom 27. April bis zum 6. Juni 2021 zu sehen. Die umlaufende Tribüne der Arena ist den Jahrringen nachempfunden, die im Inneren des Stamms die allmähliche Entfaltung jedes Baumes archivieren. Für die äussere Kontur hat die Unebenheit von Baumrinden Pate gestanden.
Der Baum war als Stellvertreter für den Wald und zugleich eindringlicher Botschafter für die Natur und deren Erhalt wie auch Testimonial für den Ausstellungszyklus das Zentrum der begehbaren Kunstintervention von Klaus Littmann auf dem Basler Münsterplatz.

## Preise
2002 wurde Klaus Littmann mit dem Kulturpreis der Stadt Basel ausgezeichnet.

## Publikationen
- Klaus Littmann. Tree Connections Hatje Cantz Verlag, Berlin, 2021, ISBN 978-3-7757-5035-6
- Paris sans fin: Alberto Giacometti – eine Hommage an die Stadt der Städte. Reinhardt, Basel 2018, ISBN 978-3-7245-2317-8.
- The Mass is Ended. Reinhardt, Basel 2016, ISBN 978-3-7245-2146-4.
- KAMMERMUSIK Eine temporäre Kunst- und Wunderkammer. Reinhardt, Basel 2013, ISBN 978-3-7245-1683-5
- Chinese – American. Reinhardt, Basel 2012, ISBN 978-3-7245-1684-2.
- Rodtchenko. Reinhardt, Basel 2009, ISBN 978-3-7245-1622-4.
- Chinetik. Reinhardt, Basel 2009, ISBN 978-3-7245-1602-6.
- Citysky. Reinhardt, Basel 2009, ISBN 978-3-7245-1603-3.
- Punktleuchten. Reinhardt, Basel 2006, ISBN 3-7245-1416-6.
- Strassenbilder. Reinhardt, Basel 2006, ISBN 3-7245-1413-1.
- Kultort Stadion. Reinhardt, Basel 2004, ISBN 3-7245-1351-8.
- Das grosse Stilleben. The Big Still Life / Le petit Grand-Magasin. Reinhardt, Basel 2004, ISBN 3-7245-1337-2.
- Engel. Reinhardt, Basel 2002, ISBN 3-7245-1415-8.
- Frontside. Reinhardt, Basel 2001, ISBN 3-7245-1414-X.
- Skultur. Reinhardt, Basel 2000, ISBN 3-85616-146-5.
- Keith Haring: Editions On Paper 1982-1990, The Complete Printed Works. Ostfildern-Ruit, Cantz Verlag, 1997, ISBN 3-89322-555-2.

## Ausstellungen (Auswahl)
- Klaus Littmann: Tree Connections, 11. Mai – 11. Juli 2021
- Alfonso Hüppi: "Marabut", 15. August – 22. September 1991
- Ben Jakober: Skulpturen, Januar–Februar 1988,
- Daniel Clément: Möbel – fourniture – furniture, 4. Juni – 4. August 1991
- Daniel Spoerri:  "eaten by…": the Seville series = Die Sevilla-serie = la série Sévillane, 6. November – 6. Dezember 1992
- Dieter Roth: Bilder, Zeichnungen, Objekte, April – Mai 1989
- Eva Aeppli & Jean Tinguely: "Collaboration", März – Mai 1991
- Heinz Tesar:  Architekturzeichnungen, 22. September – 19. Oktober 1982

## Projekte (Auswahl)
- ARENA FÜR EINEN BAUM - Eine begehbare Kunstintervention von Klaus Littmann, Basel, 2021
- FOR FOREST – Die ungebrochene Anziehungskraft der Natur, Klagenfurt 2019. Eine temporäre Kunstintervention von Klaus Littmann.
- JARDIN DES PLANETES, Basel 2018
- CENTRAL STATION, Basel 2016 bis Ende 2018

## Auszeichnungen
- 2002: Kulturpreis der Stadt Basel[2]